# Llista de projectes de computació distribuïda
Aquí es mostra una llista dels projectes de computació distribuïda més importants i populars ordenats per tema de treball i dins del tema per nombre de col·laboradors.
| Nom                           | Definició                                                                                                  | Pàgina web                                                          | Nombre de col·laboradors |
| ----------------------------- | --- | ------------------------------------------------------------------- | ------------------------ |
| Astronomia                    | |                                                                     |                          |
| SETI@home                     | Cerca signes de vida extraterrestre intel·ligent.                                                          | SETI@home                                                           | 850.000                  |
| Einstein@home                 | Cerca ones gravitacionals.                                                                                 | Einstein@home                                                       | 200.000                  |
| Climatologia                  | |                                                                     |                          |
| BBC Climate Change Experiment | Experiment del canvi climàtic de la BBC.                                                                   | BBC Climate Change Experiment Arxivat 2011-02-24 a Wayback Machine. | 255.000                  |
| ClimatePrediction.net         | Preveu el canvi climàtic durant el segle xxi.                                                              | ClimatePrediction.net                                               | 150.000                  |
| Biologia i medicina           | |                                                                     |                          |
| World Community Grid          | Engegat el 2004 i amb el suport d'IBM cerca resposta a diverses malalties.                                 | World Community Grid                                                | 250.000                  |
| Folding@home                  | Engegat per la Universitat Stanford intenta entendre el plegament de proteïnes.                            | Folding@home Arxivat 2012-09-08 a Wayback Machine.                  | 200.000                  |
| Rosetta@home                  | Dissenya i pronostica estructures de proteïna.                                                             | Rosetta@home                                                        | 100.000                  |
| Predictor@home                | Pronostica l'estructura de les proteïnes a partir de les seves seqüències.                                 | Predictor@home Arxivat 2005-10-15 a Wayback Machine.                | 78.000                   |
| QMC@HOME                      | Estudia l'estructura i reactivitat de molècules que utilitzen química de quàntum.                          | QMC@HOME Arxivat 2012-01-18 a Wayback Machine.                      | 29.000                   |
| SIMAP                         | Crea una base de dades de similituds de proteïnes.                                                         | SIMAP Arxivat 2014-12-18 a Wayback Machine.                         | 10.000                   |
| FightAIDS@Home                | Contra el VIH.                                                                                             | FightAIDS@Home                                                      | ?                        |
| Malariacontrol                | Projecte contra la malària.                                                                                | malariacontrol.net Arxivat 2006-07-12 a Wayback Machine.            | ?                        |
| Tanpaku                       | Aspira a pronosticar l'estructura de les proteïnes.                                                        | Tanpaku Arxivat 2006-10-13 a Wayback Machine.                       | ?                        |
| CommunityTSC                  | Utilitza el Sengent’s CommunityOS per ajudar a fer medicaments per tractar pacients amb TSC.               | CommunityTSC                                                        | ?                        |
| eOn                           | Té per objectiu entendre la condensació de la matèria.                                                     | eOn Arxivat 2006-11-23 a Wayback Machine.                           | ?                        |
| evolution@home                | Busca resposta a preguntes fonamentals de la genètica, l'evolució i la població.                           | evolution@home Arxivat 2006-08-25 a Wayback Machine.                | ?                        |
| Física i tecnologia           | |                                                                     |                          |
| LHC@Home                      | Ajuda a equilibrar l'LHC i el CERN.                                                                        | lhcathome.cern.ch                                                   | 60.000                   |
| CuboidSimulation              | Important per la indústria biofísica i estadística.                                                        | CuboidSimulation Arxivat 2006-11-13 a Wayback Machine.              | 500                      |
| µFluids@home                  | Resol problemes de microgravitació i microfluids.                                                          | ufluids.net Arxivat 2010-09-10 a Wayback Machine.                   | ?                        |
| Muon                          | Optimitza el disseny de la partícula que s'utilitzarà per mesurar la massa de neutrins.                    | Muon                                                                | ?                        |
| Matemàtiques                  | |                                                                     |                          |
| GIMPS                         | Es dedica a trobar els resultats dels nombres primers de Mersenne.                                         | GIMPS                                                               | 10.000                   |
| SZTAKI Desktop Grid           | Busca per sistemes de nombres binaris generalitzats.                                                       | SZTAKI Desktop Grid Arxivat 2016-08-14 a Wayback Machine.           | 14.000                   |
| Seventeen or Bust             | Intenta trobar nombres primers en disset seqüències, ja n'ha trobat de 9 seqüències.                       | seventeenorbust.com                                                 | 10.000                   |
| PrimeGrid                     | Prova aplicacions de BOINC escrites en Perl i craquejades en RSA-768.                                      | primegrid.com                                                       | 4.000                    |
| Chess960@home                 | Genera una base de dades enorme de partits de Chess960.                                                    | chess960athome.org                                                  | 3.100                    |
| Rectilinear Crossing Number   | ? | Rectilinear Crossing Number                                         | ?                        |
| Distributed.net               | Cerca la regla de Golomb òptima i intenta trencar l'encriptació de RC5-72.                                 | distributed.net                                                     | ?                        |
| Nanotecnologia                | |                                                                     |                          |
| Spinhenge@home                | Simula un spindynamic en molècules magnètiques.                                                            | Spinhenge@Home Arxivat 2011-07-16 a Wayback Machine.                | 10.000                   |
| Nano-Hive@home                | És un simulador modular que per al modelatge utilitza el món físic a escala nanocomptador.                 | Nano-Hive@home Arxivat 2006-05-05 a Wayback Machine.                | ?                        |
| Altres                        | |                                                                     |                          |
| Africa@HOME                   | Resol problemes humanitaris i de salut de l'Àfrica.                                                        | Africa@home                                                         | ?                        |
| HashClash                     | Intenta entendre la generació de col·lisió per a les funcions de capolat d'MD5 i SHA1.                     | HashClash Arxivat 2006-05-27 a Wayback Machine.                     | ?                        |
| DIMES                         | És un projecte amb mapes i que fa correspondre l'estructura i l'evolució de la infraestructura d'Internet. | netdimes.org Arxivat 2005-05-23 a Wayback Machine.                  | ?                        |